# 千里の浜
千里の浜（せんりのはま）は、和歌山県日高郡みなべ町にある海岸。太平洋に面しており、延長約1.3km、幅約100m。吉野熊野国立公園（田辺地域）の一部。和歌山県指定史跡（1964年〈昭和39年〉7月20日指定）。

## 歴史
古くは白砂清松の浜とも呼ばれ、熊野参詣道（紀伊路）の一部だった。
古くから景勝地として有名であり、『伊勢物語』や『枕草子』などにその名が散見できる。

## アカウミガメの産卵
本州有数のアカウミガメ産卵地である。
5月になると砂浜でアカウミガメが産卵する。ただし見物するにはみなべ町の許可が必要である。